# ان‌جی‌سی ۲۴
ان‌جی‌سی ۲۴ (به انگلیسی: NGC 24) یک کهکشان مارپیچی در صورت فلکی سنگتراش است.

## نگارخانه

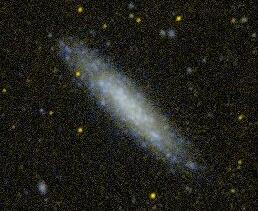
گلکس (ماورابنفش)
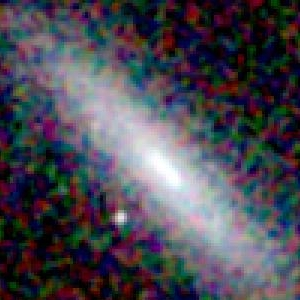
2MASS (نزدیک-مادون سرخ)
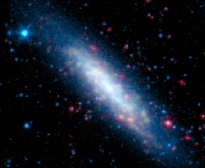
Spitzer (مادون سرخ)